# Хоакин-Амаро (Чьяпас)
Хоакин-Амаро (Чьяпас) (исп. Joaquín Amaro)  —   муниципалитет в Мексике, входит в штат Чьяпас. Население 1588 человек.